# Stefan Chwin

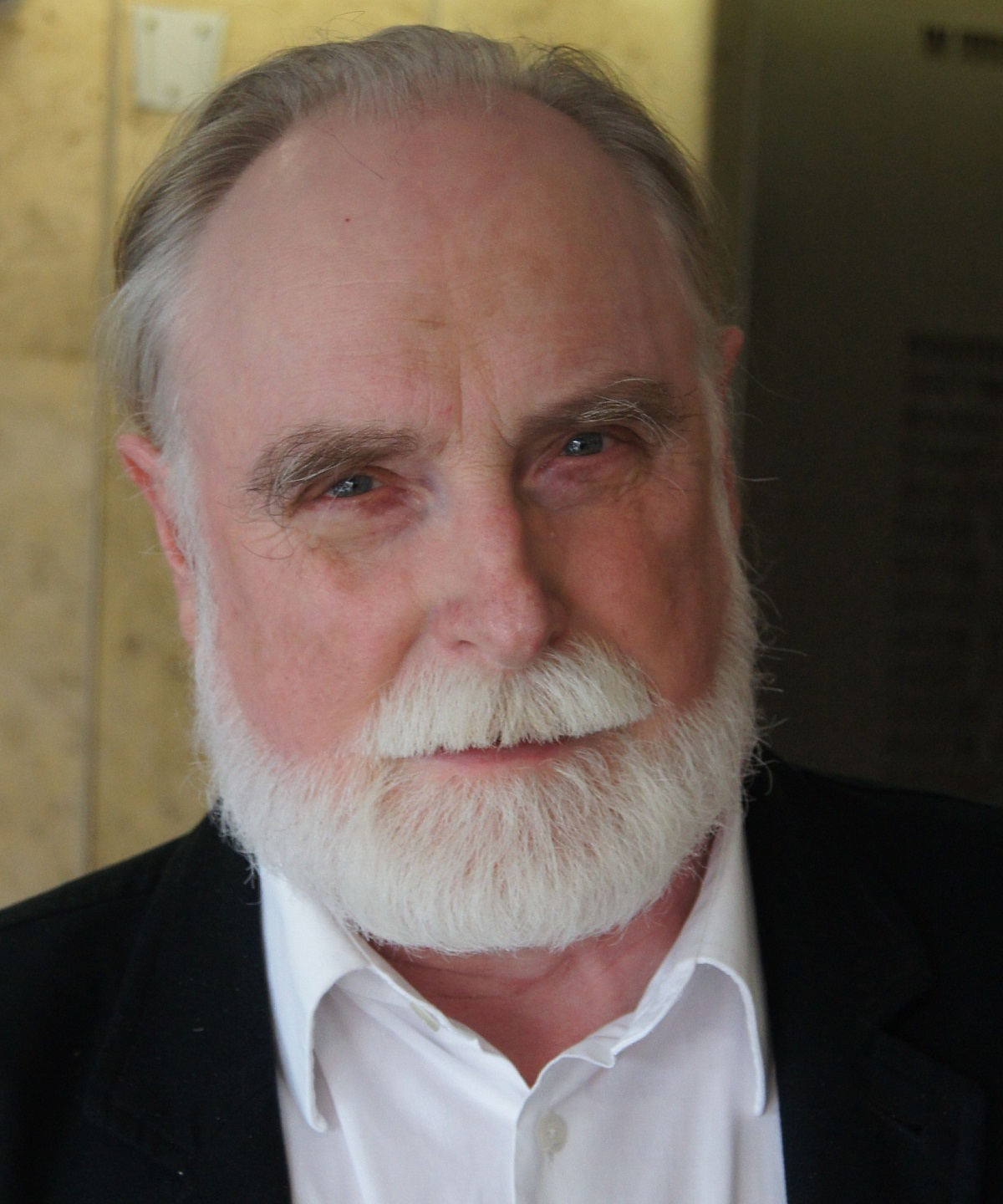
Stefan Chwin (2018)

Stefan Chwin (* 11. April 1949 in Danzig, Polen) ist ein polnischer Schriftsteller und Literaturhistoriker.

## Leben
Chwin ist Nachkomme litauischer Polen, die nach dem Zweiten Weltkrieg aus Litauen vertrieben wurden. Sein Vater wurde in Wilna geboren und kam 1945 in das völlig zerstörte Danzig. Chwin studierte in Danzig Literaturwissenschaft und lebt bis heute in Danzig als freier Schriftsteller. Er ist Professor für Literatur an der Universität Danzig.
Stefan Chwin ist, wie auch Paweł Huelle, Chronist der deutsch-polnischen Geschichte in Danzig und wird darum oft mit Günter Grass verglichen. Seine wichtigsten auf Deutsch erschienenen Romane sind: Hanemann (deutscher Titel Tod in Danzig) und Esther (deutscher Titel Die Gouvernante). Sie wurden beide von Renate Schmidgall übersetzt. 2005 erschienen im Hanser Verlag der Roman Złoty pelikan (deutscher Titel Der goldene Pelikan) und bei Thelem Chwins Poetikvorlesungen Stätten des Erinnerns.
Chwin ist seit 1971 mit der Autorin und Herausgeberin Krystyna Chwin verheiratet.

## Auszeichnungen
- 1997 Erich-Brost-Preis[1]
- 1999 Andreas-Gryphius-Preis
- 2015 Samuel-Bogumil-Linde-Preis gemeinsam mit Marie-Luise Scherer

## Werke (Auswahl)
Prosa
- Tod in Danzig. Roman („Hanemann“, 1995). 3. Aufl. Rowohlt, Reinbek 2005, ISBN 3-499-22623-5.
- Die Gouvernante. Roman („Esther“, 1999). Rowohlt, Reinbek 2003, ISBN 3-499-23362-2.
- Der goldene Pelikan. Roman („Złoty pelikan“, 2003). Dtv, München 2008, ISBN 978-3-423-13632-7.
- Ein deutsches Tagebuch . Aus dem Polnischen von Marta Kijowska. edition.fotoTAPETA, 2015, ISBN 978-3-940524-32-4.

Sachbücher
- Stätten des Erinnerns. Gedächtnisbilder aus Mitteleuropa. Edition Thelem, Dresden 2005, ISBN 3-933592-59-3.